# フォーカス (バンド)
フォーカス（Focus）は、1970年に結成したオランダ出身のプログレッシブ・ロック・バンド。「ショッキング・ブルー」などと並んで、国際的に成功したオランダのロック・バンドの最古参としても知られる。
1970年代にはタイス・ファン・レール（キーボード、フルート、ボーカル）とヤン・アッカーマン（ギター）を中心メンバーとして活動した。1978年に解散したが、2002年にファン・レールが新しいメンバーを集め正式に活動を再開した。

## 略歴

### 1969年 - 1978年

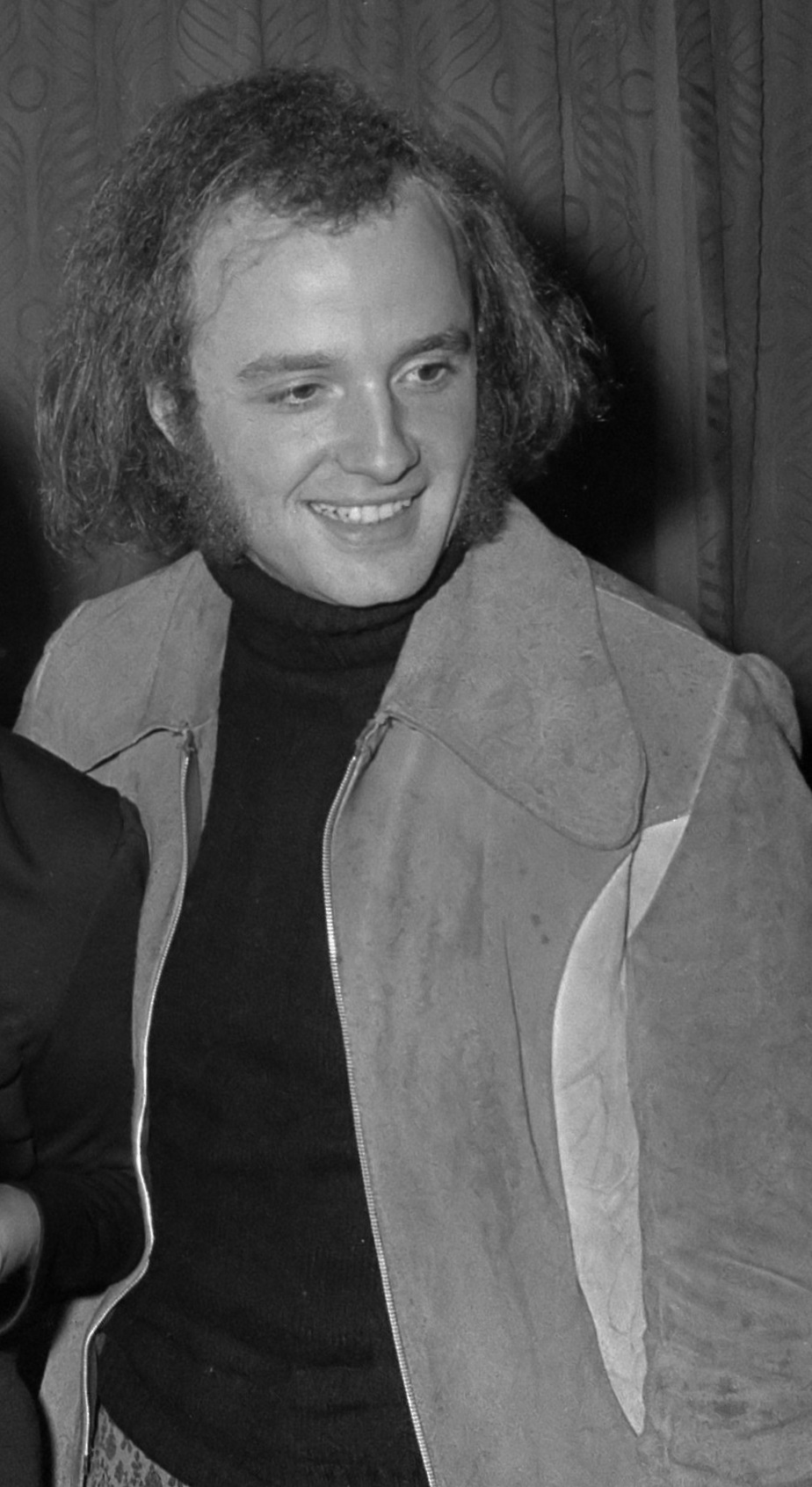
若き日の創始者タイス・ファン・レール(Key, Fl, Vo) 1971年11月

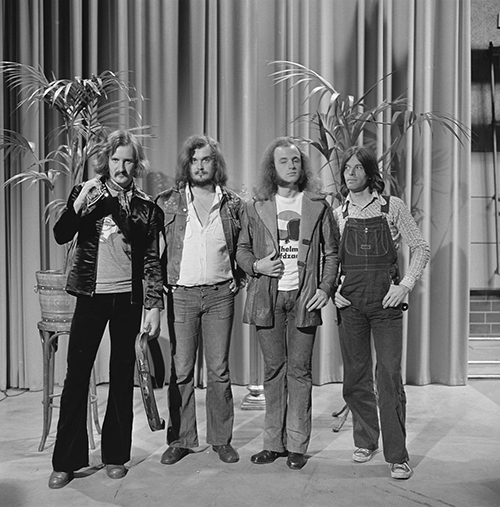
1974年全盛期のグループ・ショット（左からヤン・アッカーマン、ベルト・ライテル、タイス・ファン・レール、コリン・アレン）

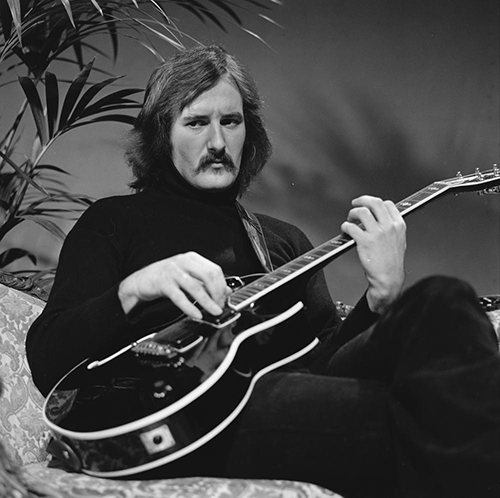
若き日のヤン・アッカーマン(G) 1974年2月

1969年、ファン・レールがハンス・クルフェール（ドラムス）、マーティン・ドレスデン（ベース）と「トリオ・タイス・ファン・レール」を結成。数か月後、元ブレインボックスのアッカーマンが合流して、同年秋に「フォーカス」が誕生した。
1970年9月、オランダでアルバムFocus Plays Focusでデビュー。1971年1月にシングルとして発表したアッカーマン作の新曲「ハウス・オブ・ザ・キング」がヨーロッパでヒット。アッカーマンの主張により、ドラマーをクルフェールからアッカーマンのブレインボックスでの同僚だったピエール・ファン・デル・リンデン  に、ベーシストをドレスデンからシリル・ハフェルマンスに代えた。
1971年10月、イギリスのブルース・ロック・ミュージシャンの作品の制作に携わってきたマイク・ヴァーノンをプロデューサーに迎えて、2作目のアルバム『ムーヴィング・ウェイヴス』を発表。ファン・レールとアッカーマンの共作「悪魔の呪文 (Hocus Pocus)」は、ハードでキャッチーなギターのリフと、ヨーデルを用いたボーカルが合体した非常にインパクトの強い楽曲で、シングル・カットされて世界的なヒットを記録した。彼等は一躍人気バンドとなり、イギリスやアメリカでも注目されるようになる。9月、ハフェルマンスがソロ活動の為に脱退したので、後任にベルト・ライテルを迎えた。
1972年11月、3作目で2枚組のアルバム『フォーカスIII』を発表。ファン・レール作の「シルヴィア」は、翌1973年には全英シングル・チャートで4位を記録する大ヒットとなった。彼等はイギリスで絶大な人気を得て、この年の『メロディ・メイカー』誌の人気投票のギタリスト部門では、それまで10年連続でトップに選ばれたエリック・クラプトンに代わってアッカーマンが栄冠を手にした。
1973年3月から4月にかけて大規模なアメリカ・ツアーを行い、続いてロンドンのレインボウ・シアターでの5月4日と5日の2日連続の公演を皮切りにイギリス・ツアーを行った。10月には5月5日の演奏を収録した初のライブ・アルバム『フォーカス・アット・ザ・レインボー』を発表。ファン・デル・リンデンが脱退して、イギリス人のブルース・ロック・ミュージシャンのコリン・アレンがヴァーノンに推薦されて加入。1974年5月に4作目のスタジオ・アルバム『ハンバーガー・コンチェルト』を発表して、6月に初の日本公演を行った。
イギリスでの高い人気で日本でも知名度が上昇し、アッカーマンは各音楽誌のギタリストの人気投票でクラプトン、リッチー・ブラックモアやジミー・ペイジらと並んで上位にランクされる存在となった。1974年と1975年の2年連続で来日し、イギリスやアメリカのロック以外のユーロ・ロックにも注目が集まる契機となる。
1975年2月にアレンが去り、アメリカ人のドラマーのデヴィッド・ケンパーが参加して5作目『マザー・フォーカス』を制作。同年6月に行なわれた2度目の日本公演にはファン・デル・リンデンが参加した。1976年にアッカーマンが脱退し、後任にジャズ界で知名度のあったフィリップ・カテリーンが加入。ファン・レール、ライテル、ケンパー、カテリーンの顔ぶれでライブ活動を行った。1977年には、ファン・レール、ライテル、カテリーン、ギタリストのエーフ・アルベルツ、ドラマーのスティーヴ・スミス、ボーカリストのP. J. プロビー が参加してアルバム『新しき伝説』を制作した。
1978年に解散。

### 1985年 - 1999年
1985年、ファン・レールとアッカーマンが「ヤン・アッカーマン & タイス・ファン・レール（Jan Akkerman & Thijs Van Leer）」名義でアルバム『青い旅路・フォーカス』を発表するが商業的には失敗に終わった。
1990年、ファン・レール、アッカーマン、ファン・デル・リンデン、ライテルの顔ぶれで一時的に再結成。オランダのラジオ局Radio Veronicaの番組Oud Van Goudの為にアペルドールンのAmericahalで約40分間のライブ演奏を披露。この模様はテレビで放映された。
1993年にも「ヤン・アッカーマン & タイス・ファン・レール」の連名でライブ活動をしたものの、再結成に至らず。1997年には、ファン・レール、クルフェール、ライテルがギタリストのメンノ・ホーチェスと再結成を試みたが、1999年に失敗に終わる。

### 2002年 - 現在
2002年、ファン・レールはフォーカスのトリビュート・バンドのメンバーたちを招いてフォーカスを正式に再結成し、翌年に27年ぶりのアルバム『フォーカス8』をリリース。
以降『フォーカス9 / ニュー・スキン』(2006年)、『X』(2012年)、『ゴールデン・オールディーズ』(2014年)などコンスタントに作品を発表し、メンバー交代を繰り返しながらも活発な活動を続けている。2004年にはファン・デル・リンデンが復帰し、2010年にはホーチェスが加入した。

## メンバー

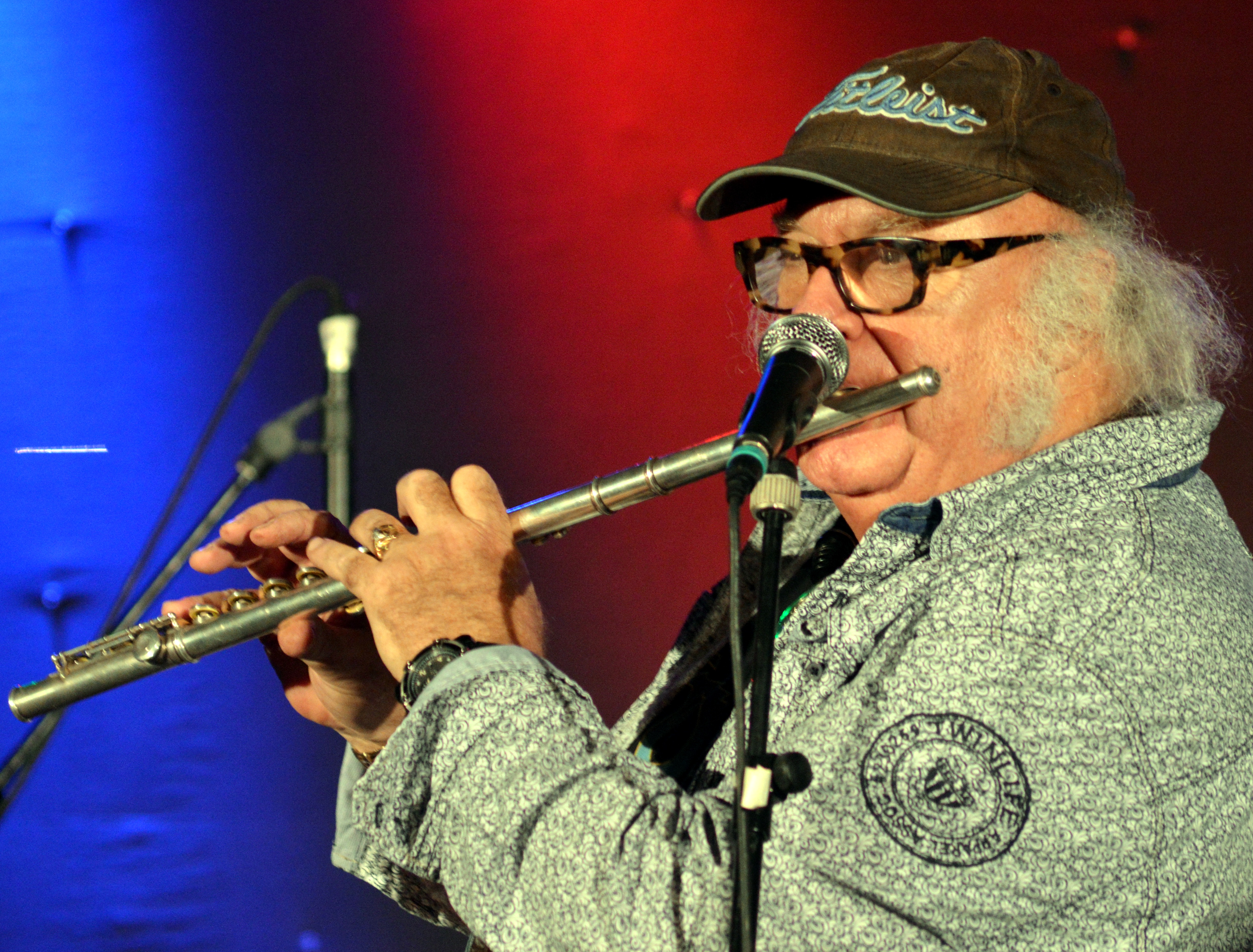
タイス・ファン・レール(Key/Vo/Flu) 2014年

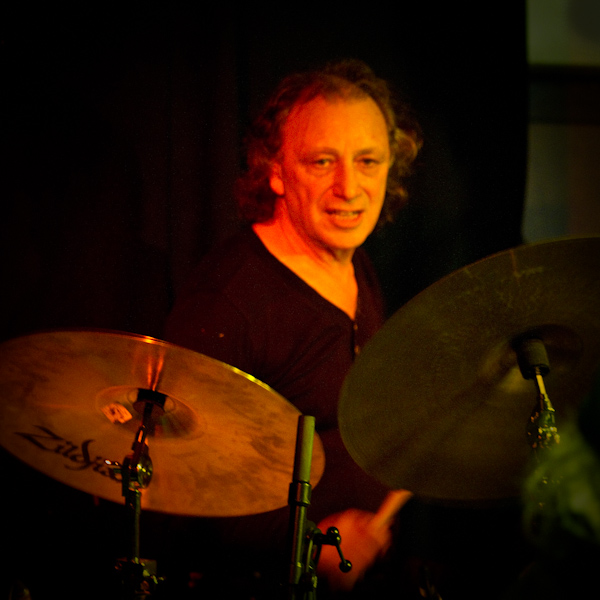
ピエール・ファン・デル・リンデン(Ds) 2012年

### 現ラインナップ
- タイス・ファン・レール (Thijs van Leer) – キーボード、フルート、ボーカル (1969年-1978年、1985年、1990年、1997年–1999年、2002年- )
- ピエール・ファン・デル・リンデン (Pierre van der Linden) – ドラムス (1970年-1974年、1975年、1990年、2004年- )
- メンノ・ホーチェス (Menno Gootjes) – ギター (1997年–1999年, 2010年- )
- ウド・パンネケート (Udo Pannekeet) – ベース (2016年- )

### 旧メンバー
- ハンス・クルフェール (Hans Cleuver) – ドラムス (1969年-1970年、1997年–1999年) ※2018年死去
- マーティン・ドレスデン (Martin Dresden) – ベース (1969年-1970年)
- ヤン・アッカーマン (Jan Akkerman) – ギター (1969年-1976年、1985年、1990年)
- シリル・ハフェルマンス (Cyril Havermans) – ベース (1970年-1971年)
- ヤコブ・アッカーマン (Jacob Akkerman) – ドラムス (1971年)
- ベルト・ライテル (Bert Ruiter) – ベース (1971年-1978年、1990年、1997年–1999年)※2022年死去[13]
- コリン・アレン (Colin Allen) – ドラムス (1973年-1975年)
- デヴィッド・ケンパー (David Kemper) – ドラムス (1975年-1977年)
- フィリップ・カテリーン (Philip Catherine) – ギター (1976年-1978年)
- エーフ・アルベルツ（オランダ語版） (Eef Albers) – ギター (1977年-1978年)
- P. J. プロビー（英語版） (P. J. Proby) – ボーカル (1977年-1978年)
- スティーヴ・スミス (Steve Smith) – ドラムス (1977年-1978年)
- タト・ゴメス (Tato Gómez) – ベース (1985年)
- マリオ・アルガンドーナ (Mario Argandoña) – ドラムス (1985年)
- ボビー・ヤコブス（英語版） (Bobby Jacobs) – ベース (2002年-2016年)
- ヤン・ドゥメー（英語版） (Jan Dumée) – ギター (2002年-2006年)
- ルベン・ファン・ローン (Ruben van Roon) – ドラムス (2002年)
- ベルト・スマーク (Bert Smaak) – ドラムス (2002年-2004年)
- ニールス・ファン・デル・ステーンホフェン (Niels van der Steenhoven) – ギター (2006年-2011年)

## ディスコグラフィ

### スタジオ・アルバム
- 『イン・アンド・アウト・オブ・フォーカス』 – In and Out of Focus (1970年) ※オランダ初回盤のタイトルはFocus Plays Focus
- 『ムーヴィング・ウェイヴス』 – Moving Waves (1971年) ※オランダ初回盤のタイトルはFocus II
- 『フォーカスIII』 – Focus 3 (1972年)
- 『ハンバーガー・コンチェルト』 – Hamburger Concerto (1974年)
- 『マザー・フォーカス』 – Mother Focus (1975年)
- 『新しき伝説（英語版）』 – Focus con Proby (1978年)
- 『青い旅路・フォーカス（オランダ語版）』 – Focus (1985年) ※ヤン・アッカーマン & タイス・ファン・レール名義
- 『フォーカス8（英語版）』 – Focus 8 (2003年)
- 『フォーカス9 / ニュー・スキン（英語版）』 – Focus 9 / New Skin (2006年)
- 『X（英語版）』 – Focus X (2012年)
- 『ゴールデン・オールディーズ（英語版）』 – Golden Oldies (2014年) ※セルフ・リメイク盤
- 『フォーカス11（英語版）』 – Focus 11 (2019年)
- Focus 12 (2024年)

### ライブ・アルバム
- 『フォーカス・アット・ザ・レインボー』 – Focus at the Rainbow (1973年)
- 『ライヴ・アット・ザ・BBC（英語版）』 – Live at the BBC (2004年)
- 『ライヴ・イン・ヨーロッパ』 – Live In Europe (2012年)
- 『ライヴ・イン・イングランド』 – Live In England (2016年)
- 『ライヴ・アンソロジー』 – Live Anthology (2017年)
- Focus 50: Live in Rio (2021年)

### コンピレーション・アルバム
- Dutch Masters (1975年）
- Hocus Pocus: The Best of Focus (1975年）
- 『シップ・オブ・メモリーズ-美の魔術-』 – Ship of Memories (1976年) ※アウトテイク集
- Focus 8.5 / Beyond the Horizon (2016年) ※アウトテイク集
- Hocus Pocus Box (2017年)
- 『50イヤーズ: アンソロジー 1970-1976』 – 50 Years: Anthology 1970-1976 (2020年)

## 日本公演
出典。

### 1974年
- 6月30日 東京・東京厚生年金会館
- 7月1日 東京・東京厚生年金会館
- 7月2日 大阪・大阪厚生年金会館
- 7月3日 名古屋・名古屋市公会堂

### 1975年
- 6月14日 東京・サンプラザホール
- 6月15日 東京・サンプラザホール
- 6月16日 名古屋・名古屋市公会堂
- 6月19日 大阪・大阪厚生年金会館
- 6月20日 京都・京都会館
- 6月22日（昼） 東京・サンプラザホール
- 6月22日（夜） 東京・サンプラザホール

### 2003年
- 4月10日 川崎・CLUB CITTA'川崎
- 4月11日 川崎・CLUB CITTA'川崎
- 4月12日 川崎・CLUB CITTA'川崎

### 2019年
- 4月22日 川崎・CLUB CITTA'川崎
- 4月23日 川崎・CLUB CITTA'川崎